# 小行星8871
小行星8871（英語：8871 Svanberg）是一颗围绕太阳公转的小行星。1992年3月1日，烏普薩拉－ESO小行星及彗星巡天在拉西拉天文台发现了此天体。
这颗小行星的绝对星等为118.3118340872808等。